# Yüksäk liqa (volleyboll, damer)
Superliqa är den högsta serien i volleyboll för damer i Azerbajdzjan. Tävlingen organiseras av Azərbaycan Voleybol Federasiyas sedan 1991.

## Resultat per år
| Säsong                  | Podium         | Podium                    | Podium         |
| Mästare                 | Tvåa           | Trea                      |                |
| ----------------------- | -------------- | ------------------------- | -------------- |
| 1991-92 mer information | BMKZ VK        |                           |                |
| 1992-93 mer information | Neftçi VK      |                           |                |
| 1993-94 mer information | Neftçi VK      |                           |                |
| 1994-95 mer information | Neftçi VK      |                           |                |
| 1995-96 mer information | BMKZ VK        |                           |                |
| 1996-97 mer information | BMKZ VK        |                           |                |
| 1997-98 mer information | BMKZ VK        |                           |                |
| 1998-99 mer information | BMKZ VK        |                           |                |
| 1999-00 mer information | Lokomotiv Baku |                           |                |
| 2000-01 mer information | Lokomotiv Baku |                           |                |
| 2001-02 mer information | Lokomotiv Baku |                           |                |
| 2002-03 mer information | Azärreyl QVK   | Lokomotiv Baku            | Rabita Baku    |
| 2003-04 mer information | Azärreyl QVK   | Rabita Baku               | Lokomotiv Baku |
| 2004-05 mer information | Azärreyl QVK   | Rabita Baku               | Lokomotiv Baku |
| 2005-06 mer information | Azärreyl QVK   | Rabita Baku               | Näqliyyatçı VK |
| 2006-07 mer information | Rabita Baku    | Näqliyyatçı VK            |                |
| 2007-08 mer information | Azärreyl QVK   | Rabita Baku               | Lokomotiv Baku |
| 2008-09 mer information | Rabita Baku    | Azärreyl QVK              | Lokomotiv Baku |
| 2009-10 mer information | Rabita Baku    | Lokomotiv Baku            | İqtisadçı VK   |
| 2010-11 mer information | Rabita Baku    | Azärreyl QVK              | İqtisadçı VK   |
| 2011-12 mer information | Rabita Baku    | Lokomotiv Baku            | Bakı VK        |
| 2012-13 mer information | Rabita Baku    | İqtisadçı VK Azärreyl QVK |                |
| 2013-14 mer information | Rabita Baku    | Azəryol VK                | İqtisadçı VK   |
| 2014-15 mer information | Rabita Baku    | Lokomotiv Baku            | Azəryol VK     |
| 2015-16 mer information | Azärreyl QVK   | Telekom Baku              | Lokomotiv Baku |
| 2016-17 mer information | Telekom Baku   | Azärreyl QVK              | Azəryol VK     |
| 2017-18 mer information | Azärreyl QVK   | Abşeron VK                | FVA VK         |
| 2018-19 mer information | Azärreyl QVK   | Lokomotiv Baku            | Abşeron VK     |
| 2019-20 mer information | Ej utsedda     | Ej utsedda                | Ej utsedda     |
| 2020-21                 | Ej genomförd   | Ej genomförd              | Ej genomförd   |
| 2021-22 mer information | Abşeron VK     | Azärreyl QVK              | Murov VK       |

## Resultat per klubb
| Lag            | Antal titlar | Säsong                                                                 |
| -------------- | ------------ | ---------------------------------------------------------------------- |
| BMKZ VK        | 8            | 1991-92, 1992-93, 1993-94, 1994-95, 1995-96, 1996-97, 1997-98, 1998-99 |
| Azärreyl QVK   | 8            | 2002-03, 2003-04, 2004-05, 2005-06, 2007-08, 2015-16, 2017-18, 2018-19 |
| Rabita Baku    | 8            | 2006-07, 2008-09, 2009-10, 2010-11, 2011-12, 2012-13, 2013-14, 2014-15 |
| Lokomotiv Baku | 3            | 1999-00, 2000-01, 2001-02                                              |
| Telekom Baku   | 1            | 2016-17                                                                |
| Abşeron VK     | 1            | 2021-22                                                                |